# Spatelnålstjärt
Spatelnålstjärt (Discosura longicaudus) är en fågel i familjen kolibrier.

## Utseende och läte
Spatelnålstjärten är en mycket liten kolibri. Hanen är mestadels grön med kontrasterande it buk. Honan är grön ovan och vitaktig under, med gröna fläckar på strupe och bröst. Båda könen uppvisar ett beigefärgat band på övergumpen. Hanen verkar oftast helmörk men känns lätt igen på den lilla storleken och på de spatelformade spetsarna på de yttre stjärtpennorna. Honan skiljer från koketter i dess utbredningsområde genom fläckig strupe utan beigefärgad ton. 

## Utbredning och systematik
Fågeln förekommer i södra Venezuela till Guyana, Surinam, Franska Guyana och angränsande norra Brasilien. Den förekommer också i östra Brasilien. Den behandlas som monotypisk, det vill säga att den inte delas in i några underarter.

## Levnadssätt
Spatelnålstjärten hittas kring blommande träd i regnskog, möjligen oftast utmed floder. Liksom andra nålstjärtar har den en snabb och insektslik flykt som skyddar den från upptäckt av större kolibrier i vars revir den födosöker efter nektar.

## Status och hot
Arten har ett stort utbredningsområde, men tros minska i antal, dock inte tillräckligt kraftigt för att den ska betraktas som hotad. Internationella naturvårdsunionen IUCN listar arten som livskraftig (LC).